# Maraehara (fleuve)

Le fleuve Maraehara  (enanglais : Maraehara River) est un cours d’eau de la région de Gisborne dans l’Île du nord de la  Nouvelle-Zélande.

## Géographie
Il prend naissance sur les pentes du mont Whakatiki dans la forêt de Ruatoria. Il s’écoule vers la direction de l’est et il se déverse dans l’océan Pacifique  partageant un lagon côtier avec le fleuve  Waiapu nettement plus important. (en) Land Information New Zealand, « détail emplacement: Maraehara (fleuve) », sur New Zealand Gazetteer